# Kádár Géza (festő)

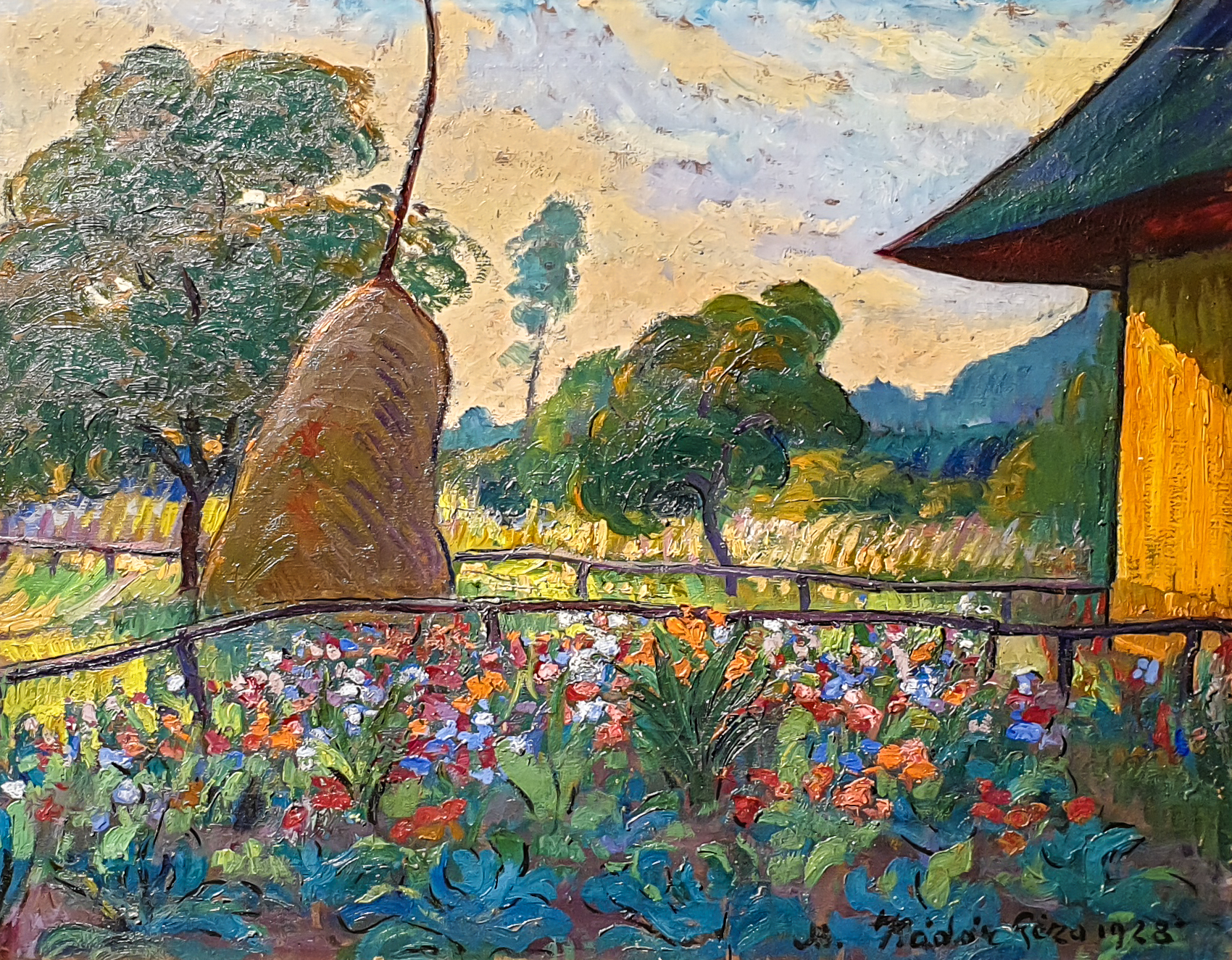
Nagybánya nyáron (Virágözön a kerti boglya árnyékában, 1928)

Kádár Géza (Máramarossziget, 1876. augusztus 9. – Nagybánya, 1952. július 17.) magyar festő.

## Életpályája
1899-től két éven át a budapesti Iparművészeti Iskolán folytatott tanulmányokat, majd Münchenbe utazott, ahol Hollósy Simon festőiskolájában tanult. 1908–1916 között Nagybányán festett, 1923-ban véglegesen letelepedett a városban. Főleg tájképfestő volt, de a figurális ábrázolást is művelte. Tájképeit főleg télen festette, mivel nyaranként templomok dekoratív festését vállalta, megélhetését ezzel tudta biztosítani. Nagybányát és környékét főleg téli évszakban látjuk képein. A nagybányai művésztelep plein air, posztimpresszionista irányvonala, de gyakran a neósok újításai is mutatkoznak festői stílusában. Kádár Géza életéről, munkásságáról unokája, Vida György művészettörténész adott közre köteteket:
- Kádár Géza művei és életútja (Bukarest, 1993);
- Kádár Géza festőművészről írt monográfiáját Murádin Jenővel írta (Nyíregyháza, 2005).[2]

## Művei (válogatás)
| - 1942 Nagybányai táj, (olaj, vászon 65 x 60 cm) - 1933 Havas Nagybánya, (olaj, vászon 90 x 68 cm) - 1903 Sárgakendős nő, (olaj, vászon 60 x 80 cm) - 1929 Téli hideg Nagybányán, (olaj, vászon 86 x 83 cm) - 1940 Távoli hegycsúcsok, (olaj, fa 46 x 30 cm) - Kék szemű lány, (tempera, papír 41.5 x 58 cm) - Nagybánya télen, (olaj, vászon 50 x 40 cm) - 1911 Nagybányai táj, (olaj, vászon 100 x 80 cm) - Nagybányi utca, (olaj, vászon 47 x 61 cm) - Nagybányai tél, (olaj, vászon 57 x 47 cm) - Behavazott szénaboglyák, (olaj, vászon 69 x 67 cm) - Őszi park Nagybányán, (olaj, vászon 88 x 74 cm) - Virágözön a kerti boglya árnyékában, (olaj, vászon 74 x 60 cm) - 1929 Téli Nagybánya, (olaj, vászon 61 x 67 cm) - 1928 Nagybányai tél, (olaj, vászon 79 x 66 cm) - Nagybányai utca hótakaró alatt, (olaj, vászon 114 x 93 cm) - 1912 Falusi táj, (olaj, vászon 80 x 72.5 cm) - Hóolvadás Nagybányán, (olaj, vászon 70 x 70 cm) - Parkban, (olaj, vászon 100 x 100 cm) - 1912 Nagybánya télen, (olaj, vászon 85 x 65 cm) - 1916 Tél Nagybányán, (olaj, vászon 69 x 56 cm) - 1937 Őszi hangulat, (olaj, vászon 55 x 68 cm) - 1912 Téli utca Nagybányán, (olaj, vászon 92 x 66 cm) - Bahavazott nagybányai táj, (olaj, vászon 39 x 35 cm) - Nagybányai részlet télen, (olaj, vászon 76 x 66 cm) - 1934 Csendélet krizantémmal, (olaj, vászon 55 x 70 cm) - Napsütéses Nagybánya, (olaj, vászon 80 x 100 cm) - 1919 Havas kert Nagybányán, (olaj, vászon 70 x 60 cm) - Asztali csendélet, (olaj, karton 32 x 32 cm) - Nagybánya a kertek felől, (olaj, vászon 84 x 69 cm) - Nagybánya, (olaj, vászon 76 x 68 cm) - 1936 Tél Nagybányán, (olaj, vászon 90 x 80 cm) - 1926 Virágcsendélet almákkal, (olaj, vászon 55 x 72 cm) - 1938 Árnyas utca, (olaj, vászon 79 x 66 cm) - 1936 Téli utca templommal, (olaj, vászon 46 x 69 cm) - Labdarózsák kék vázában, (olaj, vászon 63 x 79 cm) - 1924 Nagybányai részlet télen, (olaj, vászon 50 x 50 cm) - 1917 Pirosruhás lány árnyas parkban, (olaj, vászon 99 x 99 cm) - Napfényes erdei út, (olaj, vászon 84 x 64 cm) - 1924 Csendélet kék korsóval, (olaj, vászon 40 x 50 cm) - Nagybányai udvar szénaboglyával, (olaj, vászon 69 x 56 cm) - 1912 Nagybányai részlet napsütésben, (olaj, vászon 74 x 72 cm) - 1926 Kék terítős csendélet, (olaj, vászon 51 x 67 cm) - 1912 Téli utca Nagybányán, (olaj, vászon 91 x 66 cm) - A Kereszthegy lábánál, (olaj, vászon 80 x 63 cm) - Szénaboglyák, (olaj, vászon 55 x 45 cm) - 1915 Bányászház tavasszal, (olaj, vászon 69 x 70 cm) - 1924 Színes házak, (olaj, vászon 61 x 45 cm) - Fodrozódó Zazar, (olaj, vászon 123 x 90.5 cm) - 1918 Parkrészlet, (olaj, fa 61 x 50 cm) - 1931 Nagybányai templom, (olaj, vászon 80 x 100 cm) - 1916 Hóolvadás Nagybányán, (olaj, vászon 100 x 90 cm) - 1928 Téli folyópart, (olaj, vászon 70 x 60 cm) - 1929 Őszi napfényben, (olaj, vászon 55 x 68.5 cm) - 1928 Szikrázó tél, (olaj, vászon 90.5 x 81 cm) - 1919 Téli erdő, (olaj, vászon 69.5 x 60 cm) - 1926 Téli alkony hóolvadáskor, (olaj, vászon 84 x 83 cm) - 1913 Libamező, (olaj, vászon 80.5 x 71.5 cm) - Téli táj Felsőbányán, (olaj, vászon 71 x 54 cm) - Napsütötte utca, (olaj, papírlemez 67 x 42 cm) - 1931 Nagybányai tél, (olaj, vászon 75 x 100.5 cm) - Falurészlet, (olaj, vászon 47 x 61 cm) - Nagybánya, (olaj, vászon 79 x 71.5 cm) - 1942 Havas hegyoldal, (olaj, vászon 65.5 x 60 cm) - 1929 Behavazott bányai utca, (olaj, vászon 78 x 60.5 cm) | - 1933 A Fő utca télen, (olaj, vászon 50 x 39.5 cm) - 1938 Árnyas utca, (olaj, vászon 79 x 66 cm) - 1931 Őszirózsák és körték, (olaj, vászon 68 x 87.5 cm) - 1920 Virágzó fák, (olaj, vászon 61 x 50.5 cm) - 1932 Házak téli napsütésben, (olaj, vászon 52 x 42 cm) - Tavaszi kert szénaboglyákkal, (olaj, vászon 50.5 x 50 cm) - 1931 Nyári táj, (olaj, vászon 81 x 62.5 cm) - 1912 Színpompás ősz, (olaj, vászon 101.5 x 73 cm) - 1937 Hófödte szénaboglyák, (olaj, vászon 78 x 69 cm) - 1910 Tavaszi táj, (olaj, vászon 100 x 81 cm) - 1918 Erdőrészlet, (olaj, fa 48.5 x 57.5 cm) - 1914 Havas táj, (olaj, vászon 85 x 75 cm) - 1912 Park Nagybányán, (olaj, vászon 88 x 74.5 cm) - Nyáron az erdőben, (olaj, vászon 53.5 x 68.5 cm) - 1934 Csendélet krizantémokkal, (olaj, vászon 56 x 70.5 cm) - 1924 Behavazott Nagybánya, (olaj, vászon 66 x 48.5 cm) - 1912 Nagybányai tavasz (Falusi táj), (olaj, vászon 80 x 72.5 cm) - Napsütéses Nagybánya, (olaj, vászon 80 x 100 cm) - Tavaszi virágzás, (olaj, vászon 100 x 80 cm) - 1942 Tél Nagybányán, (olaj, vászon 65 x 60 cm) - 1917 Verőfényes Nagybánya, (olaj, vászon 52 x 39 cm) - 1936 Tél Nagybányán, (olaj, vászon 90 x 80 cm) - Nagybánya környéki táj, (olaj, vászon 65 x 60 cm) - 1939 Nagybánya, (olaj, vászon 39 x 50 cm) - Téli tájkép, (olaj, vászon 59 x 41 cm) - Nagybánya télen, (olaj, vászon 71 x 60 cm) - Téli tájkép, (olaj, vászon 70 x 60 cm) - Path leading to a house, (Festmények 71.12 x 53.34 cm) - 1916 Winter in Nagybyana, (Festmények 68.58 x 55.88 cm) - Snowy town in winter, (Festmények 83.82 x 83.82 cm) - Street through a small town, (Festmények 78.74 x 71.12 cm) - Snowball flowers in blue vase, (olaj, vászon 63.5 x 79 cm) - Winter landscape, (olaj, farostlemez 70 x 34 cm) - 1938 Winterly snow landscape, (olaj, vászon 89.15 x 79.74 cm) - Erdei táj, (olaj, vászon 60 x 42 cm) - Autumn mood, (olaj, vászon 55.88 x 68.58 cm) - Autumn street in Nagybanya, (olaj, vászon 91.44 x 66.04 cm) - 1931 Landscape with village and church, (olaj, vászon 78.74 x 99.06 cm) - 1916 Snowy village landscape with mountain, (olaj, vászon 99.06 x 88.9 cm) - 1928 River scene in the snow, (olaj, vászon 71.12 x 60.96 cm) - 1924 House with other outbuildings, (olaj, vászon 60.96 x 45.72 cm) - Landscape, (olaj, vászon 121.92 x 88.9 cm) - 1929 In the autumn sunshine, (olaj, vászon 55.88 x 68.58 cm) - Sparkling water, (olaj, vászon 88.9 x 81.28 cm) - 1919 Winter forest, (olaj, vászon 68.58 x 60.96 cm) - Haycocks, (olaj, vászon 55.88 x 45.72 cm) - 1915 Miner's house in spring, (olaj, vászon 68.58 x 71.12 cm) - At the foot of the Kereszthegy, (olaj, vászon 78.74 x 63.5 cm) - 1931 Summer landscape, (olaj, vászon 81.28 x 60.96 cm) - 1912 Autumn trees, (olaj, vászon 101.6 x 73.66 cm) - 1937 Snow-covered landscape, (olaj, vászon 78.74 x 68.58 cm) - Spring landscape, (olaj, vászon 99.06 x 81.28 cm) - 1919 Thawing in Nagybanya, (olaj, vászon 71.12 x 71.12 cm) - Winter in Nagybanya, (olaj, vászon 55.88 x 48.26 cm) - 1930 Snow-bounded haystacks, (olaj, vászon 66.04 x 68.58 cm) - 1928 Flowers in the shadow of the stack, (olaj, vászon 73.66 x 60.96 cm) - 1912 Nagybanya park, (olaj, vászon 88.9 x 73.66 cm) - Village in snow-covered landscape, (olaj, panel 68.58 x 33.02 cm) - Harbor, (olaj, vászon 50.8 x 40.5 cm) - Kézimunkázó nő, (olaj 55 x 68 cm) - Festőművész a vízparton, (olaj, fa 24.5 x 33 cm) - 1913 Olvasó lány, (olaj, vászon 55 x 76 cm) - 1919 Téli erdő, (olaj, vászon 69.5 x 60 cm) - 1932 Téli utca, (olaj, vászon 101 x 90 cm) - Téli táj, (olaj, vászon 59 x 41 cm) |